# Steins;Gate (anime)
|  | Aquest article tracta sobre l'anime. Si cerqueu el videojoc, vegeu «Steins;Gate». |

Steins;Gate (シュタインズ・ゲート, Shutainzu Gēto) és una sèrie de televisió d'anime japonesa creada per l'estudi d'animació White Fox, basada en la novel·la visual homònima de 5pb. i Nitroplus del 2009. La sèrie, de 24 episodis, es va emetre d'abril a setembre de 2011. El 5 de desembre de 2023 es va estrenar en català al canal SX3 en motiu del Manga Barcelona, en un canal Pop-Up exclusiu. A partir del dia 21 de desembre de 2023 la sèrie apareixia com a part de la plataforma juvenil "EVA" de TVC, tot i que es continuava emetent al canal SX3.
L'anime se situa l'any 2010 i segueix en Rintaro Okabe, que juntament amb els seus amics descobreixen accidentalment un mètode de salt temporal amb el qual poden enviar missatges de text al passat, canviant així el present.
Forma part de la franquícia Kagaku Adobenchā ('aventura científica') juntament amb Chaos;Head i Robotics;Notes. La sèrie va ser dirigida per Hiroshi Hamasaki i Takuya Satō i escrita per Jukki Hanada. La direcció d'animació i disseny de personatges va anar a càrrec de Kyuuta Sakai, i la música de Takeshi Abo.
Els crítics van lloar-ne el desenvolupament dels personatges i els temes de viatge en el temps, la naturalesa humana i la perspectiva sobre el trastorn per estrès posttraumàtic. Es considera una de les millors sèries d'anime de la dècada del 2010. De la sèrie se n'han derivat quatre episodis originals d'animació en xarxa i una pel·lícula. L'any 2018 es va emetre Steins;Gate 0 una seqüela basada en el videojoc homònim.

## Argument

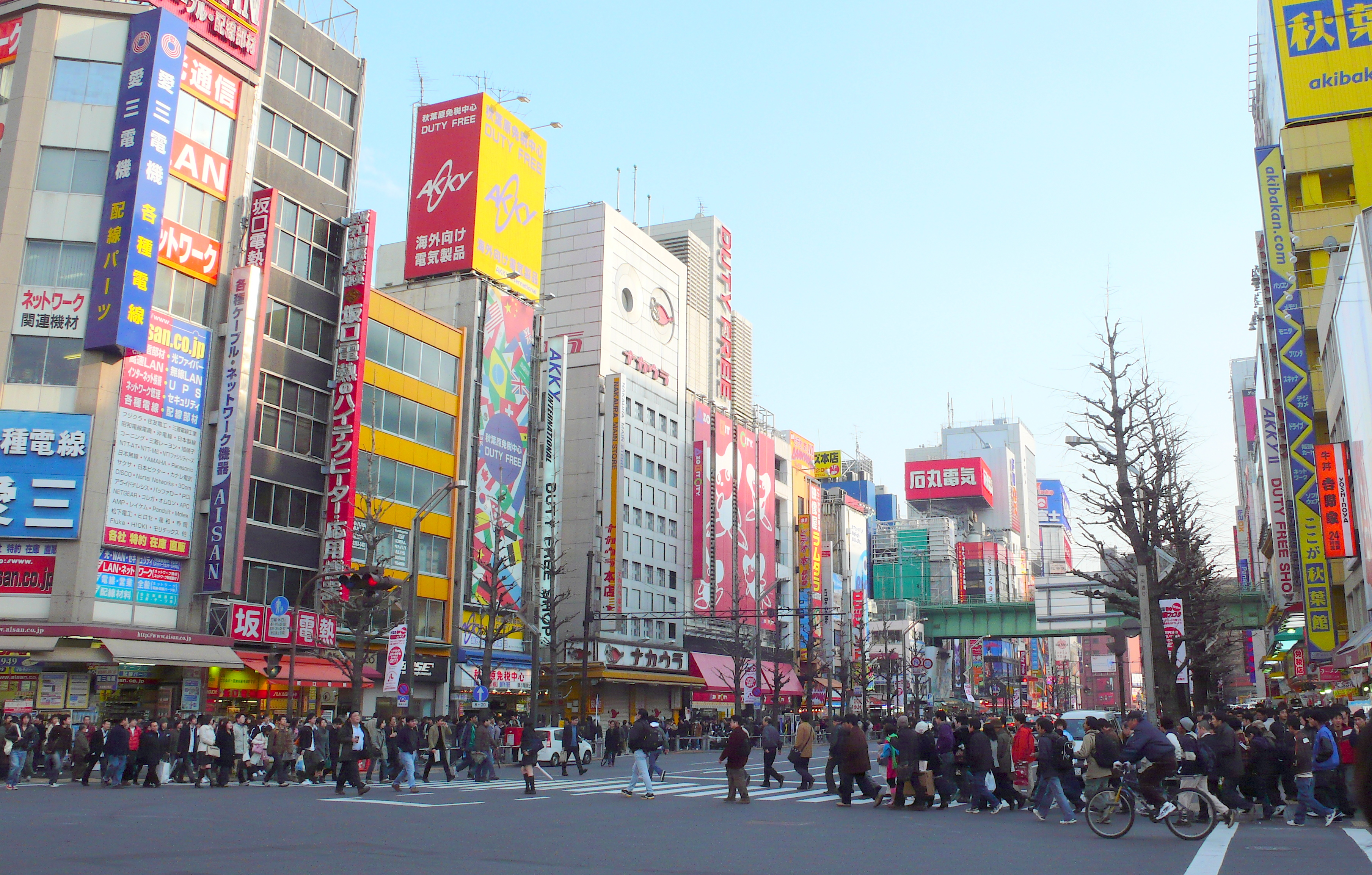
Steins;Gate té lloc a Akihabara, Tòquio.

Steins;Gate és una adaptació de la novel·la visual del mateix nom. Se situa l'any 2010 a Akihabara, Tòquio, i segueix en Rintaro Okabe, un autoproclamat "científic boig", que dirigeix el laboratori d'artefactes del futur en un apartament juntament amb els seus amics: la Mayuri Shiina i l'Itaru "Daru" Hashida. Després d'assistir a una conferència sobre viatges en el temps, l'Okabe es troba el cadàver de la Kurisu Makise, una investigadora en neurociència; més tard envia un missatge de text sobre això a en Daru i després descobreix que la Kurisu és viva i que el missatge li va arribar abans que ell l'enviés. Els membres del laboratori aprenen que el forn microones que funciona amb un telèfon mòbil pot enviar missatges de text en el temps. La Kurisu s'hi uneix i comencen a fer-ne recerca. Així doncs, es posen a enviar correus al passat (anomenats D-mails) per canviar el present.

## Doblatge
| Personatges              | Actor de doblatge | Actor de doblatge |
| Personatges              | Japonès           | Català            |
| ------------------------ | ----------------- | ----------------- |
| Rintaro Okabe            | Mamoru Miyano     | Gerard Flores     |
| Kurisu Makise            | Asami Imai        | Maria Romeu       |
| Mayuri Shiina            | Kana Hanazawa     | Alba Grau         |
| Itaru "Daru" Hashida     | Tomokazu Seki     | David Jenner      |
| Suzuha Amane             | Yukari Tamura     | Lourdes Fabrés    |
| Moeka Kiryu              | Saori Gotō        | Diana de Guzmán   |
| Luka Urushibara          | Yu Kobayashi      | Jennifer Zaragoza |
| Faris NyanNyan           | Haruko Momoi      | Tatiana Supervia  |
| Yugo "Sr. Braun" Tennoji | Masaki Terasoma   | Germán Josep      |
| Nae Tennoji              | Ayano Yamamoto    | Iris Lago         |
| John Titor               | Hiroshi Tsuchida  | Toni Molías       |

## Producció
L'adaptació a l'anime la va anunciar el juliol de 2010 Chiyomaru Shikura, el cap de 5pb. Steins;Gate va ser creat a l'estudi d'animació White Fox, i va ser produït per Mika Nomura i Yoshinao Doi; dirigit per Hiroshi Hamasaki i Takuya Satō i escrit per Jukki Hanada, amb Kyuuta Sakai com a dissenyador de personatges i director en cap d'animació.
Takeshi Abo, el compositor dels videojocs Kagaku Adobenchā, només havia tingut un petit paper en l'anterior adaptació d'anime de la sèrie, però va ser designat per compondre a Steins;Gate juntament amb el seu company de feina, Jun Murakami. Abo va compondre música nova i va fer ús de la mateixa atmosfera i cosmovisió musical que quan va compondre música per al videojoc, però també va haver de considerar que la música s'havia de sincronitzar amb els moviments de l'anime; això era una manera de treballar molt diferent de la que tenia quan componia per als jocs.
La sèrie d'anime també ha rebut com a seqüela una pel·lícula d'animació, Steins;Gate: l'àrea de càrrega del déjà-vu, que es va estrenar el 20 d'abril de 2013, i una adaptació a anime que funciona com a seqüela: Steins;Gate 0, que es va estrenar el 2018.

## Estrena
La sèrie, de 24 episodis, es va emetre del 6 d'abril al 14 de setembre de 2011; i es va publicar en DVD i Blu-ray en nou volums, del 22 de juny de 2011 al 22 de febrer de 2012 al Japó; el novè i últim volum incloïa un 25è "episodi especial" no inclòs a l'emissió. Per a l'emissió de la sèrie el 2015, es va emetre una versió alternativa de l'episodi 23 en què l'Okabe no salva la Kurisu per promocionar la seqüela del videojoc: Steins;Gate 0. Steins;Gate: Sōmei Eichi no Cognitive Computing, una sèrie de quatre curtmetratges originals d'animació en xarxa basats en la sèrie que se centra en com els ordinadors podrien millorar la vida de les persones en el futur, es va fer en col·laboració amb IBM després d'una conversa entre Shikura i representants d'IBM Japó. Els episodis es van publicar d'octubre a novembre de 2014 al lloc web Mugendai d'IBM en japonès i al canal de YouTube d'IBM Japó en japonès amb subtítols en anglès.
El 5 de desembre de 2023 es va estrenar en català en motiu del Manga Barcelona, en un canal Pop-Up exclusiu del SX3. Poc després, el 10 de desembre es va estrenar al canal lineal del SX3.

## Rebuda

### Elogis
La sèrie va estar entre els millors animes de la dècada de 2010 i Rintaro Okabe va ser guardonat com a home de la dècada als Anime Trending Awards. L'any 2011, Steins;Gate va formar part de la selecció del jurat del 15è Japan Media Arts Festival en la categoria d'animació. Va guanyar un Newtype Anime Awards al millor personatge d'anime masculí de l'any per Rintaro Okabe. Steins;Gate va ser nominada al 43è Premi Seiun a la categoria de millor contingut audiovisual el 2012, però va perdre davant Puella Magi Madoka Magica.
Steins;Gate és considerada una de les millors sèries d'anime de la dècada del 2010. IGN va incloure-la entre les millors sèries d'anime de la dècada del 2010. Crunchyroll també la va incloure al seu "top 100 de millor anime de la dècada de 2010".

### Crítica
Steins;Gate té un 100% de puntuació a Rotten Tomatoes, basat en 5 ressenyes.
La sèrie va ser ben rebuda per la crítica. Carlo Santos d'Anime News Network la va qualificar d'un dels thrillers de ciència-ficció més addictius de la història recent de l'anime, Richard Eisenbeis a Kotaku el va descriure com un dels millors animes que havia vist, i Chris Beveridge a The Fandom Post la va anomenar la seva sèrie emesa simultàniament preferida del 2011.

### Vendes
Quan el primer volum del Blu-ray japonès de la sèrie va sortir a la venda, va ser el quart Blu-ray d'animació més venut de la setmana i el setè Blu-ray més venut en general, amb 11.802 còpies venudes segons Oricon; i va romandre a les llistes de vendes durant tres setmanes més, venent 14.921 còpies en total. A finals del 2012, els volums 9, 8 i 7 eren els Blu-ray d'animació més venuts de l'any al Japó, respectivament en 44a, 46a i 49a posició. La recopilació de DVD i Blu-ray japoneses que recullen tota la sèrie també van entrar a la classificació: el DVD, que es va estrenar el març de 2013, va ser el 26è DVD d'animació més venut de la setmana; i el Blu-ray, que es va estrenar el febrer de 2016, es va estrenar en quart lloc i es va classificar durant dues setmanes.